# Septoria campanulae
Septoria campanulae è una specie di fungo ascomicete parassita delle piante. Causa la septoriosi della campanula.